# أندريه جاردين
أندريه جاردين (بالبرتغالية: André Jardine‏) هو مدرب كرة قدم برازيلي، ولد في 8 سبتمبر 1979 في بورتو أليغري في البرازيل.